# ویلهلم وایتلینگ

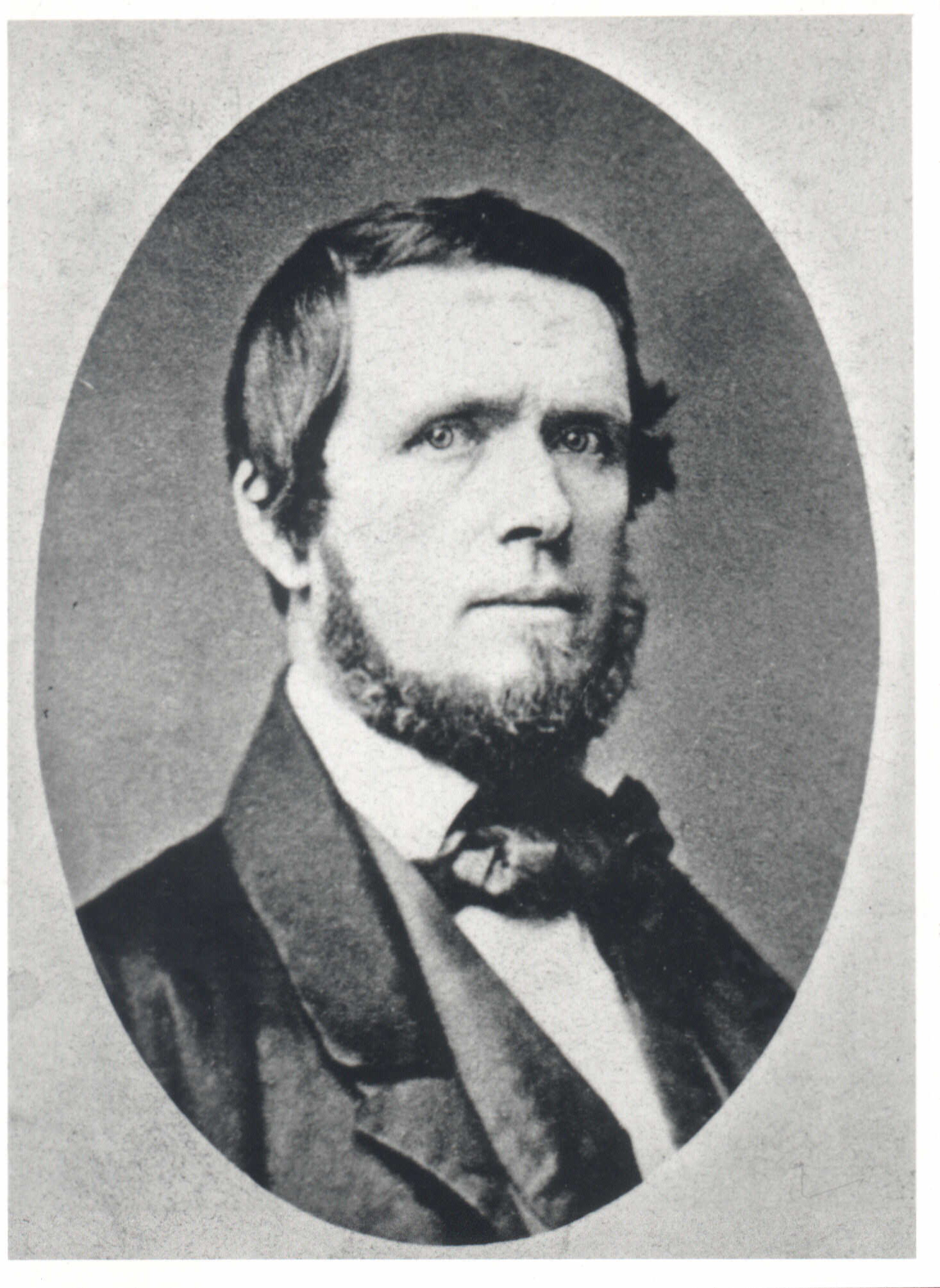
ویلهلم ویتلینگ

ویلهلم کریستین وایتلینگ (آلمانی: Wilhelm Christian Weitling؛ زادهٔ ۵ اکتبر ۱۸۰۸ – درگذشتهٔ ۲۵ ژانویه ۱۸۷۱) خیاط، مخترع، فعال سیاسی رادیکال آلمانی و یکی از اولین نظریه‌پردازان کمونیسم بود. وایتلینگ قبل از مهاجرت به ایالات متحده به عنوان یک نظریه‌پرداز اجتماعی در اروپا به شهرت رسیده‌بود.

## زندگی‌نامه

### اوایل زندگی
ویلهلم کریستین وایتلینگ در ماگدبورگ، پروس به‌دنیا آمد. والدین او، کریستین وایتلینگ و گیلیوم تریون بودند. پدر وایتلینگ یک افسر جوان فرانسوی بود که در پروس اشغالی زندانی شده بود و با مادر وایتلینگ که خدمتکار خانه بود آشنا و عاشق او شد. پدر و مادر وایتلینگ هرگز ازدواج نکردند و پدرش در سال ۱۸۱۲ در تهاجم فرانسه به روسیه درگذشت.
وایتلینگ در فقر شدید بزرگ شد و اغلب تحت مراقبت دیگران بود. همچنین مادر وی به عنوان خدمتکار و آشپز زندگی ناچیزی داشت. تحصیلات رسمی او بسیار کم بود و محدود به تحصیلات ابتدایی در مدرسه دولتی ماگدبورگ و خواندنی می‌شد که به تنهایی در کتابخانه محلی انجام می‌داد. او تا سن ۱۲ سالگی به عنوان یک کاتولیک رومی بزرگ شد و کتاب مقدس را با دقت خواند و توانایی نقل قول از کتاب مقدس را در طول زندگی خود حفظ کرد. وایتلینگ با توجه به تابعیت دوگانه در زمان تولدش، به دو زبان فرانسوی و آلمانی مسلط بود او همچنین انگلیسی اصول اولیه ایتالیایی را در اواخر زندگی خود آموخت.
ویتلینگ در سنین پایین نزد یک خیاط شاگرد شد و با استاد خود زندگی کرد و مهارت خیاطی لباس برای زنان و مردان را به‌طور کامل آموخت. او در سن ۱۸ سالگی به یک کارآموز تبدیل شد و زادگاهش را در جستجوی کار در سراسر ایالت‌های آلمان ترک کرد. او در سال ۱۸۳۰ در شهر لایپزیگ ساکن شد و در آنجا به سیاست علاقه‌مند شد و تلاش در نوشتن شعر طنز کرد. او در پاییز ۱۸۳۲ به درسدن، و از آنجا در سال ۱۸۳۴ به وین رفت و در آنجا به ساخت گل‌های مصنوعی و تزئینات برای لباس‌های زنانه پرداخت.
در پاییز سال ۱۸۳۷ وایتلینگ به پاریس مهاجرت کرد، شهری که دو سال قبل، از آن به‌طور خلاصه بازدید کرده بود. او به مدت چهار سال در آنجا ماند، و عمیقاً درگیر ایده‌های سیاسی رادیکال آن روز، به ویژه نوشته‌های فوریه، اوون و کابت شد.

### فعالیت سیاسی
وایتلینگ پس از پیوستن به اتحادیه عدالت در سال ۱۸۳۷، به کارگران پاریسی در اعتراضات و نبردهای خیابانی در سال ۱۸۳۹ پیوست. تریسترام هانت دکترین خود را «ترکیبی بسیار عاطفی از کمونیسم بابوویستی، مسیحیت شیلیستی و پوپولیسم هزاره» نامید.
او در سال ۱۸۳۸ اولین اثر خود را با نام «Die Menschheit, wie sie ist und wie sie sein sollte» (نژاد بشر آنگونه که هست و باید باشد) منتشر کرد که به زبان مجاری و زبان‌های دیگر ترجمه شد.
در سال ۱۸۴۱، پس از شورش نافرجام بلانکیست‌ها، وایتلینگ به سوئیس رفت و از ژنو، ووی و لانگنتال در کانتون برن بازدید کرد و سرانجام در سال ۱۸۴۳ در زوریخ اقامت گزید. در همه این مکان‌ها، او دکترین‌های کمونیسم را با موعظه‌ها و انتشارات خود، از جمله اثر Garantien der Harmonie und Freiheit (تضمین‌های هماهنگی و آزادی) در سال ۱۸۴۲ ترویج داد.
اثر «Weitling Das Evangelium eines armen Sünders» (انجیل بیچاره گناهکار) در سال ۱۸۴۵ منتشر شد، اما در این زمان توجه مقامات سوئیسی جلب شده بود. او به اتهام تحریک انقلابی، از جمله توهین به مقدسات به دلیل انتشار متنی که عیسی مسیح را هم به عنوان یک کمونیست و هم فرزند نامشروع مریم به تصویر می‌کشید، دستگیر و تحت تعقیب قرار گرفت. او در دادگاه مجرم شناخته، و به شش ماه حبس محکوم شد.
وایتلینگ پس از آزادی، به پروس تبعید شد. او مدتی در هامبورگ اقامت کرد، اما پس از آن سفری را ترک کرد که او را به لندن، تروز، بروکسل و نیویورک برد.
وایتلینگ در کتاب انجیل گناهکاران بینوا در سال ۱۸۴۷، کمونیسم را به مسیحیت اولیه تشبیه کرد.
پس از وقوع انقلاب‌های ۱۸۴۸ در آلمان، وایتلینگ به آلمان بازگشت و کمونیسم خود را تبلیغ کرد. هنگامی که انقلاب‌ها در سال ۱۸۴۹ شکست خوردند، او به نیویورک بازگشت و در نتیجه یکی از «چهل و هشت نفر» شد.
کتاب ضمانت‌های هارمونی و آزادی او توسط برونو بائر، لودویگ فویرباخ و میخائیل باکونین مورد تحسین قرار گرفت. کارل مارکس، در مقاله‌ای از سال ۱۸۴۴، به کار وایتلینگ به‌عنوان «نخستین پرشور و درخشان ادبی کارگران آلمانی» اشاره کرد؛ مارکس بر «درخشش» نظری و فلسفی وایتلینگ تأکید کرد، که با کارگران انگلیسی که تمایل بیشتری به «اقتصاد» داشتند و کارگران فرانسوی با گرایش «سیاسی» عملی‌تر مقایسه می‌شد.

### سال‌های زندگی در آمریکا
وایتلینگ به فعالیت خود در حوزهٔ کمونیسم در ایالات متحده ادامه داد. در ژانویه ۱۸۵۰، او شروع به انتشار یک مجله ماهانه به نام «Die Republik der Arbeiter» کرد. این مجله تا پایان سال ۴۰۰۰ تیراژ داشت. او در اواخر عمر از فعالیت به مطالعات فناوری و نجوم روی آورد. او به مدت هفت سال در باغ قلعه ثبت نام کرد. او نه حق ثبت اختراع برای بهبود ماشین‌های خیاطی دریافت کرد که از جمله آنها می‌توان به دوخت، سوراخ دکمه و اتصالات گلدوزی اشاره کرد. او حق اختراع را برای پیرایش لباس که ۱۷ سال روی آن کار کرده بود دریافت کرد و پس از مرگش چندین دستگاه ناتمام باقی ماند.
وایتلینگ در شهر نیویورک درگذشت. همسر و شش فرزند او پس از مرگش در آنجا ماندند.

## آثار
- Die Menschheit, wie sie ist und wie sie sein sollte (1838/39) متن آلمانی آنلاین
- ضمانت‌های هماهنگی و آزادی (Garantien der Harmonie und Freiheit؛ 1842) متن آلمانی آنلاین
- انجیل گناهکار بیچاره (Das Evangelium eines armen Sünders؛ ۱۸۴۵)
- Ein Nothruf an die Männer der Arbeit und der Sorge, Brief an die Landsleute (1847)

## برای مطالعهٔ بیشتر
- فردریک کانورس کلارک، «یک سوسیالیست نادیده گرفته شده»، سالنامه آکادمی علوم سیاسی و اجتماعی آمریکا، جلد. ۵ (مارس ۱۸۹۵)، pp. 66-87.
- آنتون جانسون، «ساخت یا تخریب جامعه: مفهوم Sittlichkeit در اندیشه سیاسی Vormärz آلمان». تاریخ فکری جهانی 5.1 (2020): 86-103. آنلاین. آرگوس وایتلینگ این ایده هگلی را به عنوان ظالمانه رد کرد و گفت سوسیالیست‌ها باید برای نابودی آن تلاش کنند.
- آنتون جانسون، «آموزه‌های ناب عیسی: دربارهٔ زبان مسیحی کمونیسم ویلهلم ویتلینگ». Praktyka Teoretyczna vol. 29، شماره 3 (2018): 30-48. آنلاین.
- بروس لوین، روح ۱۸۴۸: مهاجران آلمانی، درگیری‌های کارگری، و آمدن جنگ داخلی. اوربانا، IL: انتشارات دانشگاه ایلینویز، ۱۹۹۲.
- هانس مولشتاین، «مارکس و ویلهلم ویتلینگ آرمان‌شهر»، علم و جامعه، جلد. ۱۲، شماره ۱ (زمستان ۱۹۴۸)، pp. 113-129.
- دانیل ناگل، Von republikanischen Deutschen zu deutsch-amerikanischen Republikanern. Ein Beitrag zum Identitätswandel der deutschen Achtundvierziger in den Vereinigten Staaten 1850–1861. سنت اینگبرت، ۲۰۱۲.
- Waltraud Seidel-Höppner, Wilhelm Weitling, 1808–1871: Eine politische Biographie. در دو جلد. فرانکفورت آم ماین، آلمان: پیتر لانگ، ۲۰۱۴.
- والتراود سیدل هوپنر، ویلهلم وایتلینگ. Leben und Politisches Wirken. لایپزیگ، آلمان: Rosa-Luxembourg-Verein، ۱۹۹۳.
- کارل ویتکه، کمونیست آرمانگرا: بیوگرافی ویلهلم ویتلینگ، اصلاح طلب قرن نوزدهم. باتون روژ، لس آنجلس: انتشارات دانشگاه ایالتی لوئیزیانا، ۱۹۵۰.